# Tischtennis-Bundesliga 2013/14
Die Bundesliga 2013/14 war bei den Männern die 48. und bei den Frauen die 39. Spielzeit der höchsten deutschen Spielklasse im Tischtennis. Meister wurden Borussia Düsseldorf und ttc berlin eastside.

## Männer
Bei den Männern nahmen zehn Mannschaften teil. Die besten vier Mannschaften nach Abschluss der regulären Saison nahmen an den Play-off-Runden teil, um den deutschen Meister zu ermitteln. Die neunt- und zehntplatzierten Mannschaften sollten in eine der Gruppen der 2. Bundesliga absteigen.
Deutscher Meister wurde Borussia Düsseldorf, SV Plüderhausen musste absteigen. Da in der Folgesaison nur ein Verein aus der 2. Bundesliga nachrücken wollte, konnte Post SV Mühlhausen trotz Abstiegsplatz in der 1. Bundesliga bleiben.
Auf den Aufstieg in die 1. Bundesliga verzichteten TTC Jülich (Zweiter 2. BL Nord) und Fortuna Passau (Zweiter 2. BL Süd).

### Abschlusstabelle
| Rang | Mannschaft                      | Begegnungen | Siege | Niederlagen | Spiele | Punkte |
| ---- | ------------------------------- | ----------- | ----- | ----------- | ------ | ------ |
| 1    | TTC RhönSprudel Fulda-Maberzell | 18          | 16    | 2           | 51:18  | 32:4   |
| 2    | Borussia Düsseldorf (P)         | 18          | 14    | 4           | 48:27  | 28:8   |
| 3    | TTC matec Frickenhausen         | 18          | 12    | 6           | 44:28  | 24:12  |
| 4    | 1. FC Saarbrücken               | 18          | 10    | 8           | 35:30  | 20:16  |
| 5    | SV Werder Bremen (M)            | 18          | 9     | 9           | 36:35  | 18:18  |
| 6    | TTC Zugbrücke Grenzau           | 18          | 9     | 9           | 39:38  | 18:18  |
| 7    | TTF Liebherr Ochsenhausen       | 18          | 8     | 10          | 37:40  | 16:20  |
| 8    | TTC Hagen (N)                   | 18          | 6     | 12          | 29:44  | 12:24  |
| 9    | Post SV Mühlhausen (N)          | 18          | 4     | 14          | 19:48  | 8:28   |
| 10   | SV Plüderhausen                 | 18          | 2     | 16          | 21:51  | 4:32   |

| Zum Saisonende 2013/14: | |
|                         | Play-off: TTC RhönSprudel Fulda-Maberzell, Borussia Düsseldorf, TTC Frickenhausen, 1. FC Saarbrücken |
|                         | Abstieg: SV Plüderhausen                                                                             |
| Zum Saisonende 2012/13: | |
| (M)                     | Meister der Vorsaison: SV Werder Bremen                                                              |
| (P)                     | Pokalsieger der Vorsaison: Borussia Düsseldorf                                                       |
| (N)                     | Aufsteiger der Vorsaison: TTC Hagen, Post SV Mühlhausen                                              |

### Play-offs
Das Finale fand am 6. Juni in der Frankfurter Fraport Arena statt. Borussia Düsseldorf sicherte sich mit einem 3:1 den 26. deutschen Meistertitel.
|  | Halbfinale (Hinspiel/Rückspiel/Gesamt) | Halbfinale (Hinspiel/Rückspiel/Gesamt) | Halbfinale (Hinspiel/Rückspiel/Gesamt) | Halbfinale (Hinspiel/Rückspiel/Gesamt) | Halbfinale (Hinspiel/Rückspiel/Gesamt) |   |                     | Finale in Frankfurt | Finale in Frankfurt | Finale in Frankfurt |
|  |                                        |                                        |                                        |                                        |                                        |   |                     |                     |                     |                     |
|  | 4                                      | 1. FC Saarbrücken                      | 1                                      | 0                                      | 1                                      |   |                     |                     |                     |                     |
|  | 1                                      | TTC Fulda-Maberzell                    | 3                                      | 3                                      | 6                                      |   |                     |                     |                     |                     |
|  | 1                                      | TTC Fulda-Maberzell                    | 3                                      | 3                                      | 6                                      | 1 | TTC Fulda-Maberzell | 1                   |                     |                     |
|  |                                        |                                        |                                        |                                        |                                        | 1 | TTC Fulda-Maberzell | 1                   |                     |                     |
|  |                                        | 2                                      | Borussia Düsseldorf                    | 3                                      |                                        |   |                     |                     |                     |                     |
|  | 3                                      | 2                                      | Borussia Düsseldorf                    | 3                                      | TTC Frickenhausen                      | 1 | 0                   | 1                   |                     |                     |
|  | 3                                      |                                        |                                        |                                        | TTC Frickenhausen                      | 1 | 0                   | 1                   |                     |                     |
|  | 2                                      | Borussia Düsseldorf                    | 3                                      | 3                                      | 6                                      |   |                     |                     |                     |                     |

## Frauen
Bei den Frauen nahmen insgesamt bloß 8 statt der vorgesehenen 10 Mannschaften teil, da für die Absteiger FSV Kroppach und TTSV Saarlouis-Fraulautern bloß der TV Busenbach nachgerückt war. Die Meisterschaft, die unter den ersten vier Vereinen ausgespielt wurde, ging an den ttc berlin eastside, absteigen musste niemand. Zur nächsten Saison füllten die Aufsteiger TuS Bad Driburg und TSV Schwabhausen die Bundesliga wieder auf 10 Mannschaften auf.

### Abschlusstabelle
| Rang | Mannschaft                   | Begegnungen | Siege | Unentschieden | Niederlagen | Spiele | +/- | Punkte |
| ---- | ---------------------------- | ----------- | ----- | ------------- | ----------- | ------ | --- | ------ |
| 1    | ttc berlin eastside          | 14          | 14    | 0             | 0           | 84:29  | +55 | 28:0   |
| 2    | TTG Bingen/Münster-Sarmsheim | 14          | 11    | 0             | 3           | 74:39  | +35 | 22:6   |
| 3    | SV DJK Kolbermoor            | 14          | 9     | 1             | 4           | 71:47  | +24 | 19:9   |
| 4    | TUSEM Essen                  | 14          | 8     | 1             | 5           | 67:50  | +17 | 17:11  |
| 5    | SV Böblingen                 | 14          | 6     | 2             | 6           | 64:52  | +12 | 14:14  |
| 6    | TV Busenbach (N)             | 14          | 4     | 0             | 10          | 48:69  | −21 | 8:20   |
| 7    | LTTV Leutzscher Füchse 1990  | 14          | 2     | 0             | 12          | 31:74  | −43 | 4:24   |
| 8    | NSC Watzenborn-Steinberg     | 14          | 0     | 0             | 14          | 5:84   | −79 | 0:28   |

Legende
- Grün: Meistergruppe
- Rot: Abstiegsgruppe
- (N): Aufsteiger aus der Vorsaison

### Meistergruppe
| Rang | Mannschaft                   | Begegnungen | Siege | Unentschieden | Niederlagen | Spiele | +/- | Punkte |
| ---- | ---------------------------- | ----------- | ----- | ------------- | ----------- | ------ | --- | ------ |
| 1    | ttc berlin eastside          | 12          | 10    | 0             | 2           | 64:35  | +29 | 20:4   |
| 2    | TTG Bingen/Münster-Sarmsheim | 12          | 6     | 1             | 5           | 53:56  | −3  | 13:11  |
| 3    | TUSEM Essen                  | 12          | 4     | 0             | 8           | 47:60  | −13 | 8:16   |
| 4    | SV DJK Kolbermoor            | 12          | 3     | 1             | 8           | 48:61  | −13 | 7:17   |

Legende
- Grün: Meister

### Abstiegsgruppe
| Rang | Mannschaft                  | Begegnungen | Siege | Unentschieden | Niederlagen | Spiele | +/- | Punkte |
| ---- | --------------------------- | ----------- | ----- | ------------- | ----------- | ------ | --- | ------ |
| 1    | SV Böblingen                | 12          | 12    | 0             | 0           | 72:12  | +60 | 24:0   |
| 2    | TV Busenbach                | 12          | 7     | 0             | 5           | 53:47  | +6  | 14:10  |
| 3    | LTTV Leutzscher Füchse 1990 | 12          | 5     | 0             | 7           | 45:53  | −8  | 10:14  |
| 4    | NSC Watzenborn-Steinberg    | 12          | 0     | 0             | 12          | 14:72  | −58 | 0:24   |